# Fundação Cacique Cobra Coral
Fundação Cacique Cobra Coral (FCCC) é uma fundação esotérica brasileira, inaugurada em 1931, com sede em Guarulhos. Conhecida por manter contratos com alguns órgãos do Estado brasileiro, intervindo misticamente no tempo para não atrapalhar a realização de eventos, como o Rock in Rio e a coroação do Rei Carlos III. A instituição foi criada por Ângelo Scritori, médium que morreu em 2002, aos 104 anos.
O escritor Paulo Coelho foi vice-presidente da Fundação entre 2004 e 2006. Atualmente a FCCC é presidida pelo médium e jornalista Daniel Miranda Costa.

## História
O site oficial da Fundação Cacique Cobra Coral (FCCC) define sua missão como a de “minimizar catástrofes que podem ocorrer em razão dos desequilíbrios provocados pelo homem na natureza”.
Hoje, segundo as informações do portal, a fundação tem à frente a filha de Ângelo, a médium Adelaide Scritori, que é a responsável pelo trabalho espiritual. Osmar Santos, marido da médium Adelaide Scritori, também trabalha na instituição, na área de marketing, segundo reportagem da Revista Trip. Segundo o casal, a Fundação contaria ainda com o auxílio de um professor aposentado da Universidade de São Paulo e de um pesquisador do Instituto Nacional de Pesquisas Espaciais.

A fundação possui a seguinte história oficial:
"Uma certa noite ao norte do Paraná, geava fortemente sobre o sítio [de uma] família, momento em que [a] mãe [entrava] em trabalho de parto. Tão forte [era] a geada que toda a plantação de café da pequena propriedade foi perdida. Ângelo Scritori afirma que naquela noite a profecia havia acontecido, o espírito do Padre Cícero (1844-1934) se manifestou, como costumava acontecer, por meio dele. Avisou, daquela feita, que a mais nova integrante da família teria poderes para se comunicar com outro espírito, um ente poderoso o suficiente para alterar fenômenos naturais. Sete anos depois, já menina, Adelaide lembra ter recebido pela primeira vez, no centro espírita freqüentado pelos Scritori, as mensagens enviadas pelo Cacique Cobra Coral. Espírito que já teria sido Galileu Galilei e Abraham Lincoln. Anos depois Ângelo Scritori criou a Fundação Cacique Cobra Coral (FCCC) que logo passou a ter Adelaide Scritori à frente da Fundação. Com o passar dos anos os feitos tomaram tamanha proporção que a Fundação ganhou seguidores e colaboradores pelo mundo inteiro".
Foi Osmar Santos, no entanto, que levou a fundação ao auge. No começo da década de 1980, ele e a esposa iniciaram disparos de mensagens a políticos brasileiros e estrangeiros, com propostas para intervir em quedões climáticas. Além disso, o casal enviava as histórias como sugestões de pauta para diversos veículos de imprensa nacional e internacional. Em 1985, Osmar fechou uma parceria com o governo de Santa Catarina. O estado sofria com enchentes recorrentes, e o papel da fundação era de prestar assistência em casos de emergências climáticas.
Em 1988, a Sociedade Brasileira de Meteorologia entrou com uma ação no Conselho Regional de Engenharia e Agronomia de São Paulo (Crea) contra a fundação, por exercício ilegal da profissão. Dois anos depois, o relator do processo, Anthero da Costa Santiago, sugeriu o arquivamento da requisição. A Fundação Cacique Cobra Coral foi ao banco dos réus mais uma vez em 1990, então pelo uso de computadores e uma antena parabólica, avaliados em aproximadamente US$ 12 mil, para captar o sinal dos satélites norte-americanos Goes. O diretor da SBMET à época, Luiz Carlos Austin dizia publicamente que devia existir “alguém muito esperto” por trás da fundação, além de afirmar que “esse bando de espertalhões está querendo levar a meteorologia de volta à fase pré-científica.”
A nova denúncia motivou o pedido para que a fundação realizasse seu registro no Crea. Adelaide e Osmar decidiram criar a agência La Niña, inscrita no conselho e apta a firmar contratos metereológicos, o que legitimou a continuidade dos serviços da FCCC.
Em 2025, anunciou que deixaria de intervir no clima dos Estados Unidos em retaliação a Donald Trump acrescentar tarifas aos produtos brasileiros.

## Contatos

### Inglaterra
Em 1987, o tradicional jornal The Guardian apelidou a FCCC de “interceptadores de catástrofes” depois da Fundação oferecer os serviços à Margaret Thatcher, que nunca respondeu à oferta. Desde então, viraram consultores do gabinete real britânico, a ponto de intercederem para que não houvesse chuva em 2011, no casamento do príncipe William com Kate Middleton. Na data da cerimônia, não choveu.
Em 2018, a FCCC foi contratada novamente - desta vez, para o casamento entre Meghan Markle e o então príncipe Harry. Mais uma vez, o céu estava limpo e não houve chuva na semana do matrimônio. Já em 2023, a Fundação Cobra Coral esteve novamente na preparação de uma cerimônia da realeza: a coroação do Rei Charles.

### São Paulo
A Fundação já manteve contrato com o Município de São Paulo, mas este foi suspenso pela FCCC devido o governo Kassab não ter enviado os relatórios anuais que fazem parte da Contra Partida do convênio.

### Rio de Janeiro
Mantém contrato com o Município do Rio de Janeiro desde 2001, durante o mandato do prefeito César Maia, que foi renovado por seu sucessor, Eduardo Paes, em março de 2010. Em 2009, a médium Adelaide Scritori, que presidia a FCCC, foi convocada pela Prefeitura do Rio de Janeiro para usar seus supostos poderes para evitar a chuva prevista para o Réveillon de Copacabana.

### Distrito Federal
Em 2017, o governo do Distrito Federal também contratou os serviços da fundação, devido à crise hídrica que Brasília sofria à época. Em 2021, a Fundação voltou a ganhar destaque, após membros divulgarem uma reunião com o pessoal do Ministério de Minas e Energia, a respeito da crise de abastecimento nos reservatórios das hidrelétricas, sendo desmentida pelo gabinete do Ministro Bento Albuquerque.

### Tentativa de Internacionalização Fracassada
Estavam de mudança para a China mas com uma parceria com a prefeitura do município de São Paulo, eles mudaram de ideia pois querem dar uma atenção especial à cidade. No entanto, foi negociado com os chineses de trabalhar à distância.